# Konflikt peruwiańsko-ekwadorski
Konflikt peruwiańsko-ekwadorski – spór pomiędzy Peru a Ekwadorem, dotyczy nadamazońskich terytoriów Tumbes, Jaen i Maynas, należących wcześniej do wicekrólestwa Nowej Grenady, które w 1802 Hiszpanie włączyli w skład okręgu zarządzanego z Limy, a które później znalazły się w granicach Peru.
Początki sporu sięgają okresu hiszpańskiego, panowania kolonialnego. Hiszpanie nie określili dokładnie przynależności rozległych terenów Amazonii leżących u zbiegu granic wicekrólestwa Peru, wicekrólestwa Nowej Grenady oraz audiencji Quito. Peru i Ekwador twierdziły, iż sporny teren należy do ich terytoriów.
W 1941 między Peru i Ekwadorem wybuchła wojna, która zakończyła się porażką Ekwadoru. Sprawą zajęły się Stany Zjednoczone, Brazylia, Chile i Argentyna. W 1942 pod ich protekcją Peru i Ekwador uczestniczyły w konferencji pokojowej. Podpisany został traktat pokojowy, zwany protokołem z Rio. Na mocy tego traktatu sporne tereny włączono do Peru, tym samym Ekwador utracił dostęp do Amazonii.
W 1961 Ekwador wypowiedział traktat z 1942. W 1980 i 1995 oba kraje prowadziły krótkotrwałe wojny graniczne. Walki te zostały zakończone dzięki interwencji Organizacji Państw Amerykańskich.
Do dziś spór nie został rozstrzygnięty. Ekwador uważa, iż granice zostały wytyczone z naruszeniem jego praw i suwerenności, natomiast Peru upiera się przy jej ważności. Nie istnieje jednak niebezpieczeństwo konfrontacji zbrojnej.